# Martin Zvonař
Martin Zvonař (* 4. srpna 1974 Hustopeče) je český kinantropolog a vysokoškolský učitel, v letech 2018 až 2020 děkan Fakulty sportovních studií Masarykovy univerzity (FSpS).

## Život
Narodil se v srpnu 1974 v Hustopečích.
V letech 2009 až 2017 působil jako vedoucí Katedry kineziologie Fakulty sportovních studií Masarykovy univerzity. V dubnu 2017 byl zvolen děkanem FSpS jako jediný kandidát na funkci. Funkce se ujal v lednu 2018, když na pozici vystřídal Jiřího Nykodýma. Na návrh akademického senátu fakulty byl ovšem z funkce děkana v březnu 2020 odvolán rektorem Masarykovy univerzity Martinem Barešem, a to z důvodu závažného porušení etického kodexu univerzity kvůli problematickému vykazování publikací v habilitačním a profesorském řízení, podezřelý byl navíc i z plagiátorství (toto podezření se však neprokázalo). Poté Zvonař začal působit v Národní sportovní agentuře, kde se stal vedoucím oddělení koncepcí a metodiky ve sportu. Podle informací webu Seznam Zprávy byl v březnu 2021 jedním z kandidátů na funkci místopředsedy agentury.
V prosinci 2023 jej prezident Petr Pavel jmenoval profesorem pro obor kinantropologie. O své jmenování do funkce profesora přitom usiloval již v roce 2022, ovšem tehdejší prezident Miloš Zeman jej jmenovat odmítl. K roku 2025 pracoval Zvonař na částečný úvazek na Katedře pohybových aktivit a zdraví FSpS, zároveň pracoval jako ředitel základní školy v Kloboukách u Brna.
V rámci své oborné činnosti působil mj. jako vedoucí týmu, který vyvinul speciální zdravotní boty pro ženy v těhotenství.

### Politické působení
V komunálních volbách v roce 2022 byl lídrem kandidátní listiny subjektu Brumovice pro občany, občané pro Brumovice (tj. Starostové a osobnosti pro Moravu a nezávislí kandidáti). Jím vedená kandidátní listina získala 19,75 % hlasů, celkem tři mandáty a Zvonař tak byl zvolen zastupitelem obce. V krajských volbách v roce 2024 kandidoval na 15. místě kandidátní listiny subjektu NESTRANÍCI PRO JIŽNÍ MORAVU jako nominant uskupení Nestraníci pro jižní Moravu - www.nestranici2024.cz. Kandidátka však získala jen 1,51 % hlasů a Zvonař se tak krajským zastupitelem nestal.
Ve sněmovních volbách v roce 2025 je jako nestraník lídrem kandidátní listiny hnutí Přísaha v Karlovarském kraji.